# Chevrolet Deluxe
Der Chevrolet Deluxe war ein PKW der oberen Mittelklasse, der in den Modelljahren 1949 bis 1952 von Chevrolet in den USA als Nachfolger des Fleetmaster gebaut wurde. Ab 1953 hieß die Serie Chevrolet Deluxe 210, von 1955 bis 1957 Chevrolet Two-Ten.

## Von Jahr zu Jahr

### Deluxe Serien 2100 (1949–1952)

#### 1949 – 2100GK
Nachfolger des Chevrolet Fleetmaster wurde 1949 der Deluxe Serie 2100GK. Die Modellreihe war das erste vollständig neuentwickelte Nachkriegsfahrzeug und wurde in den Ausstattungen Styleline und Fleetline angeboten. Die alten Vorkriegsformen waren modernen Pontonkarosserien mit integrierten vorderen Kotflügeln gewichen. Die Karosserien waren auf einem Kastenrahmen montiert, der Rahmen des Cabriolets hatte zusätzlich eine X-Versteifung in der Rahmenmitte. Die Motorhauben wurden flacher. Die Front zeigte einen breiten, chromgerahmten Kühlergrill mit einem einzelnen, breiten, horizontalen Chromstab. Bei einer Gesamtlänge von 5004 mm für die Limousinen sowie dem Coupé und Cabrio und 5029 mm für die Kombis betrug der Radstand für alle Modelle 2921 mm. Die Fahrzeuge hatten an allen Rädern hydraulische Trommelbremsen. Die Vorderräder waren an unterschiedlich langen oberen und unteren Querlenkern mit Schraubenfedern geführt. Die angetriebene hintere Starrachse war modellabhängig mit sieben- oder achtlagigen halbelliptischen Blattfedern gelagert. Die Vorder- wie Hinterachsfederung besaß Stoßdämpfer. Die geteilte Windschutzscheibe sowie die Scheiben der Vordertüren bestanden aus Verbundsicherheitsglas. Die hinteren Seitenscheiben und die Heckscheibe bestanden je nach Modellvariante aus Verbund- oder Einscheibensicherheitsglas. Die Bordspannung betrug 6 V.
Der „Thrift Master“ genannte Motor des Fleetmaster, ein oben gesteuerter Reihensechszylinder mit 3548 cm3 (216,5 in3) Hubraum und einer Leistung von 90 SAE-PS (ca. 66 kW) bei 3300 min−1 mit einer Verdichtung von 6,5 : 1 wurde ebenso übernommen wie das manuelle Dreigang-Synchrongetriebe mit Lenkradschaltung.  Bohrung und Hub des Motors betrugen dabei 88,9 mm × 95,25 mm (3,5″ × 3,75″).
Das Getriebe besaß eine Unterdruckunterstützung, bei dem der Schalthebel durch leichten Druck zwischen den Gängen bewegt werden konnte. Ein Deluxe dieses Jahrgangs konnte leicht 130 km/h (80 mph) ohne Overdrive erreichen.
Vom neuen Modell wurden 1949 rund 765.000 Fahrzeuge verkauft. Zusammen mit der Special Serie verkaufte Chevrolet über eine Million Fahrzeuge und war damit die meistverkaufte Automobilmarke der USA.

##### Styleline
Die Stufenheck- und Kombimodelle der Serie hießen Styleline und umfassten sechs Modelle: zwei sechssitzige Limousinen mit zwei oder vier Türen, eine Sport Coupé genannte Hardtop-Variante, ohne B-Säule und kleineren hinteren Seitenfenstern. Alle Modelle hatte sechs Sitzplätze. Vorn wie hinten waren Sitzbänke eingebaut, bei denen Modellabhängig die Rückenlehnen umklappbar waren. Einzelsitze vorn waren nicht verfügbar. Die Preise begannen bei 1492 USD. Ein zweitüriges Cabriolet mit fünf Sitzplätzen für mindestens 1857 USD und zwei fünftürige Kombis mit acht Sitzplätzen. Während der eine Kombi eine Ganzstahlkarosserie hatte, war der andere ein „Woodie“, d. h., er hatte einen Holzrahmen für die Fahrgastzelle, in den die Karosseriebleche und Türen eingesetzt waren, beide Fahrzeuge kosteten 2267 USD.

##### Fleetline
Die beiden Fließheckmodelle hießen Fleetline. Es waren zwei Limousinen mit jeweils fünf Sitzplätzen und zwei oder vier Türen. Die Preise waren identisch zu den Styleline-Modellen.

#### 1950 – 2100HK
Für das Modelljahr gab es nur wenig stilistische – nur der Frontgrill wurde geändert – und keine technischen Änderungen, die Serie hieß im Modelljahr 2100HK.
Als neues Modell wurde der Bel Air als Hardtop-Coupé eingeführt, der ab 1953 eine eigene Serie bildete. Der neue Bel Air verfügte über eine verbesserte Cord- und Leder-Vinyl-Verkleidung (erhältlich in mehreren zweifarbigen Ausführungen), eine komplette Teppichausstattung und andere Ausstattungsmerkmale, die nicht in der Deluxe-Serie erhältlich waren, sowie eine breite Palette an zweifarbigen Lackierungen und Zierleisten. Er teilte nur die Frontbleche vor der A-Säule mit dem Rest der Reihe. Die Windschutzscheibe, die Türen, das Glas und der Kofferraum waren mit dem Styleline Cabriolet identisch. Das Dach, das Heck und die hinteren Fenster wichen vom Rest der Reihe ab.
Der Woodie entfiel ersatzlos, so dass der Kombi nur als Ganzstahlvariante verfügbar war. Als Extra war nun das PowerGlide-Automatikgetriebe mit zwei Gängen für 159 USD verfügbar. Fahrzeuge die damit ausgestattet wurden, erhielten einen modifizierten Truckmotor mit 3859 cm3 (235,5 in3) Hubraum, bei gleicher Leistung aber einer anderen Hinterachsübersetzung. Der Motor mit einer Bohrung und einem Hub von 90,49 mm × 100 mm (3,56″ × 3,93″) wurde später „Blue Flame Six“ genannt.

#### 1951 – 2100JK
Es kam eine leichte Modellpflege; in die Frontmaske der Serie 2100JK wurden Blinkleuchten in Form einer Patrone integriert und die seitlichen Zierleisten bekamen einen Absatz hinter den vorderen Radausschnitten. Die Motorleistung stieg auf 92 SAE-PS (ca. 68 kW) bei 3400 min−1. Bei Wahl der PowerGlide-Automatik leistete der Motor nun 105 SAE-PS bei 3600 min−1.

#### 1952 – 2100KK
Durch die Modellpflege erhielt die Chromspange im Kühlergrill der Serie 2100KK fünf Chromzähne und die seitlichen Zierleisten waren wieder ohne Absatz. Viele Komfort- und Styling-Optionen waren als Extra erhältlich, darunter getöntes Glas. Im Modelljahr entfiel die viertürige Fleetline-Fließhecklimousine. Durch Materialbeschränkungen während des Koreakriegs wurden nur rund 878.000 Fahrzeuge (Special und Deluxe zusammen) gebaut.
Nach dem Ende des Modelljahres 1952 wurden die alten Bezeichnungen – Special und Deluxe – aufgegeben und in 150 bzw. 210 umbenannt, wobei die Ausstattung der jeweiligen früheren Serie ähnelte. Das Modell Bel Air wurde zu einer eigenständigen Serie, die zwei- und viertürige Limousinen, einen Kombi und ein Cabriolet umfasste.

In vier Jahren entstanden 3.756.771 Deluxe.

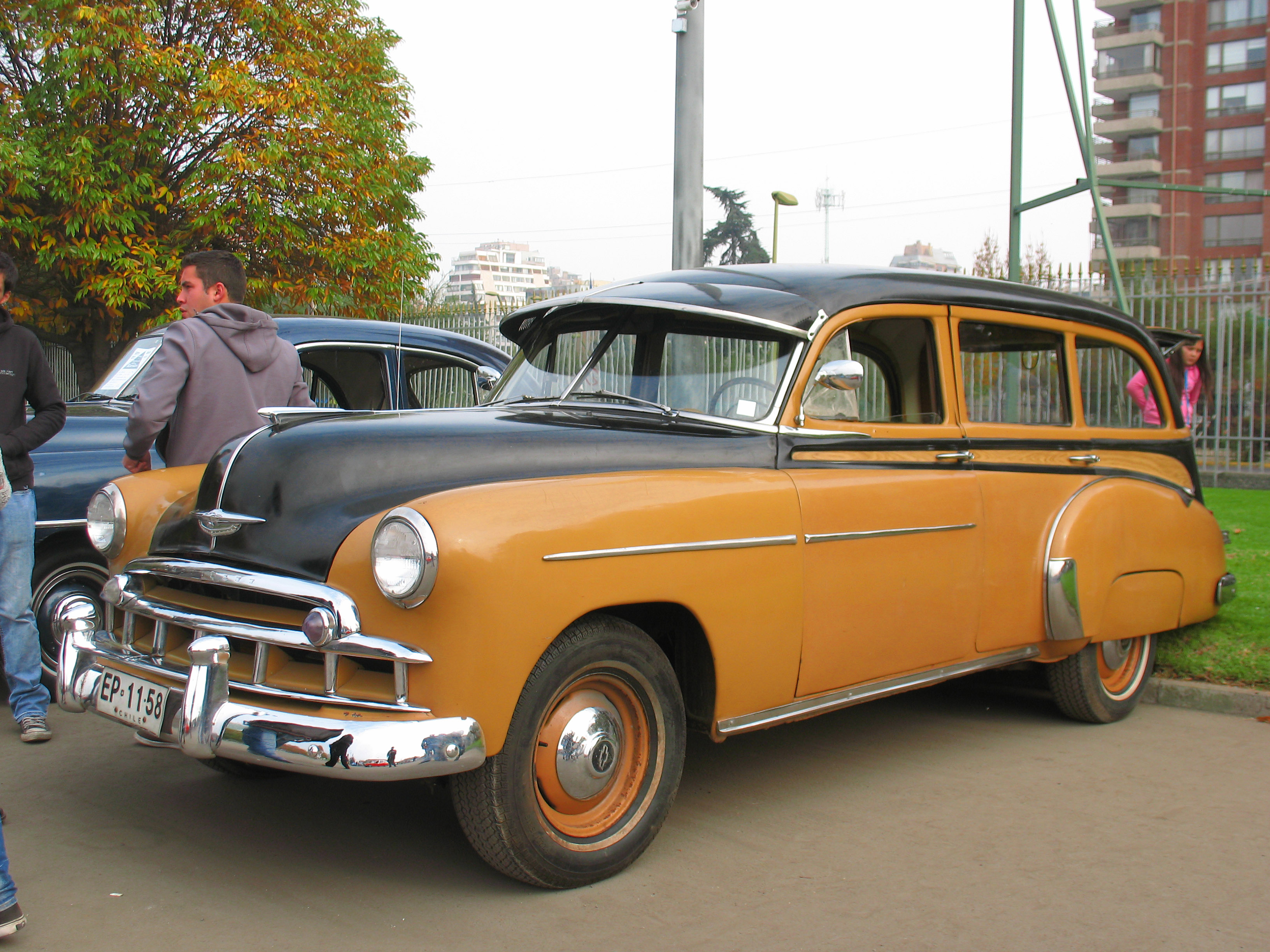
1949 Chevrolet 2100GK Deluxe Styleline Kombi
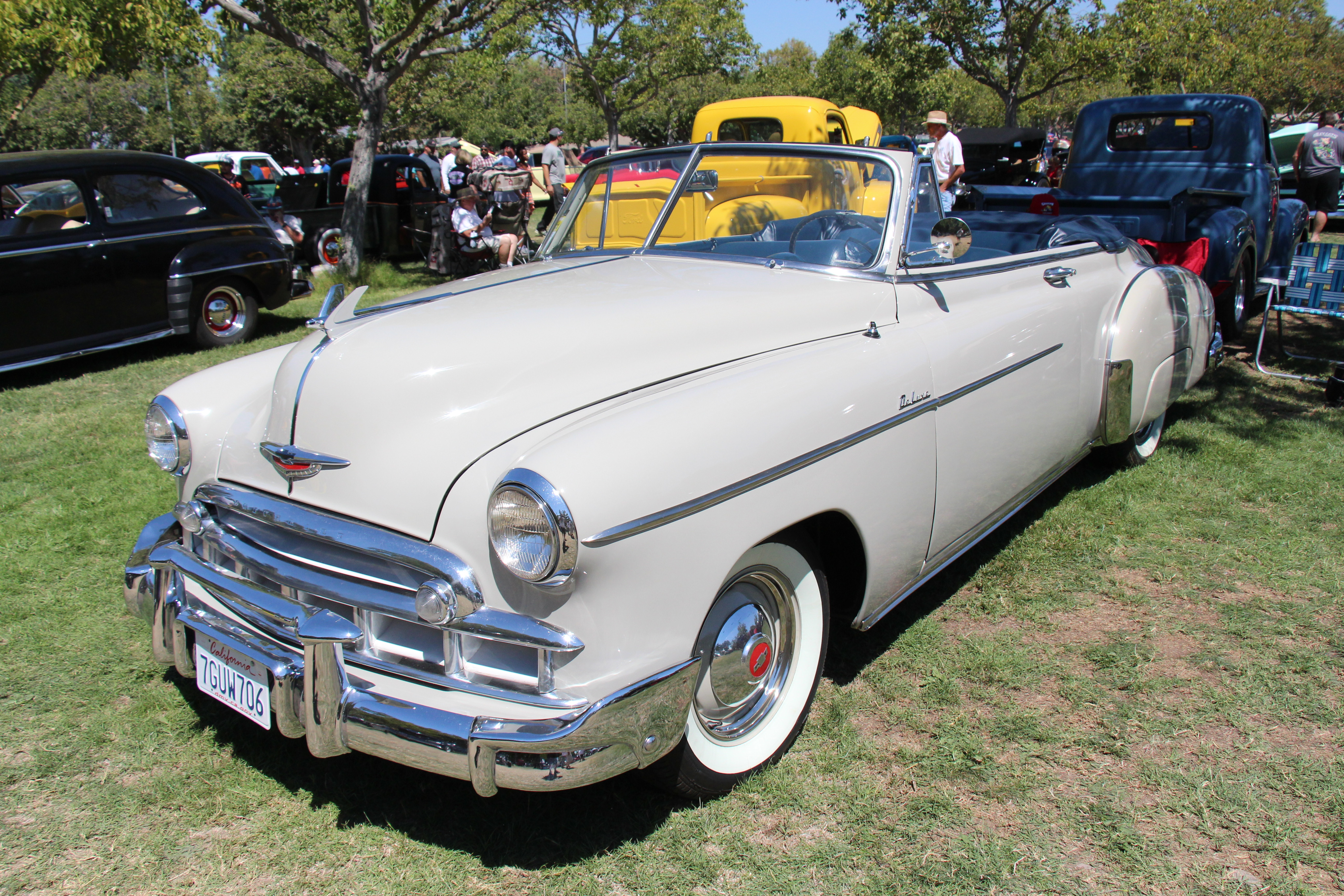
1949 Chevrolet 2100GK Deluxe Styleline Cabriolet
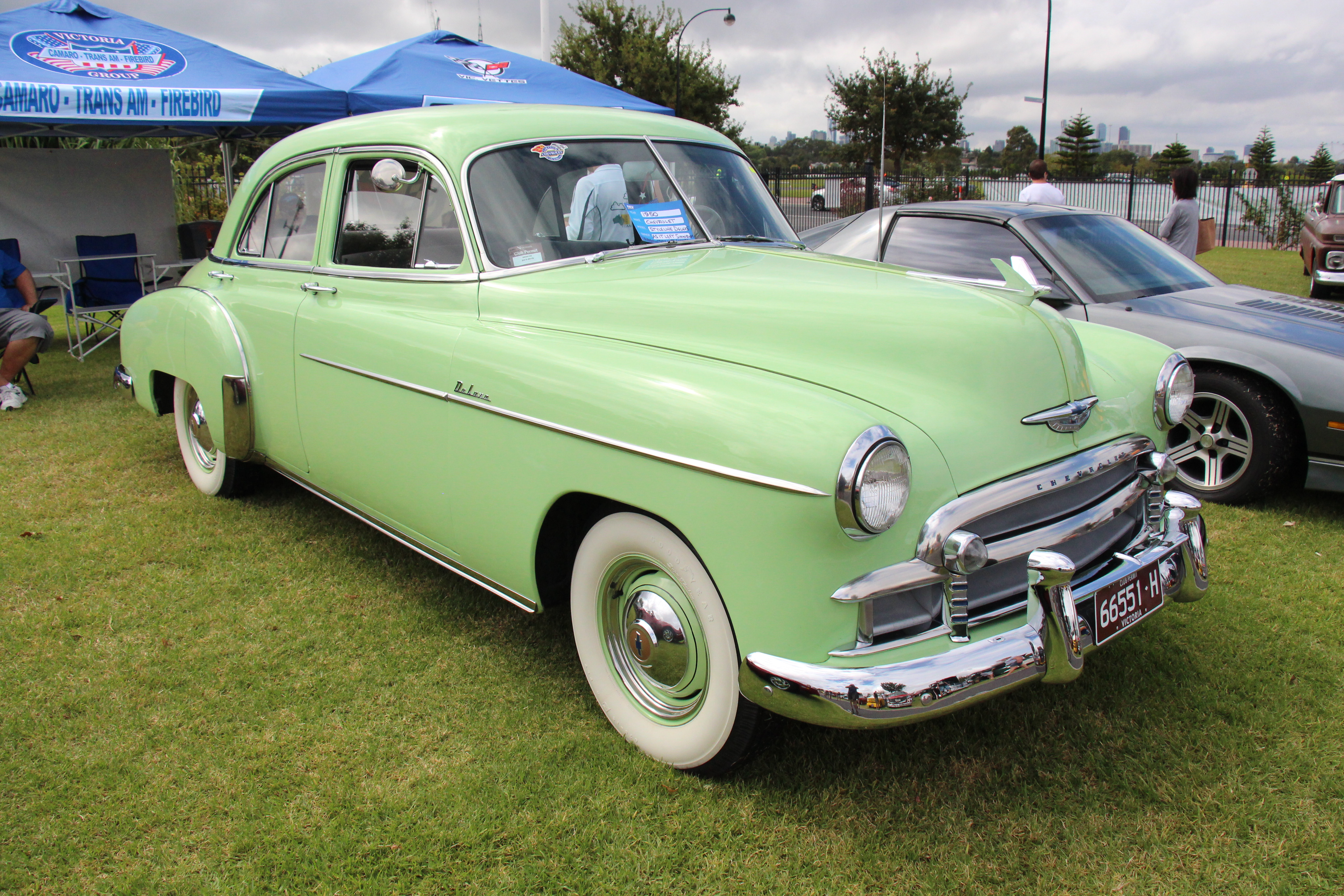
1950 Chevrolet 2100HK Deluxe Styleline Limousine
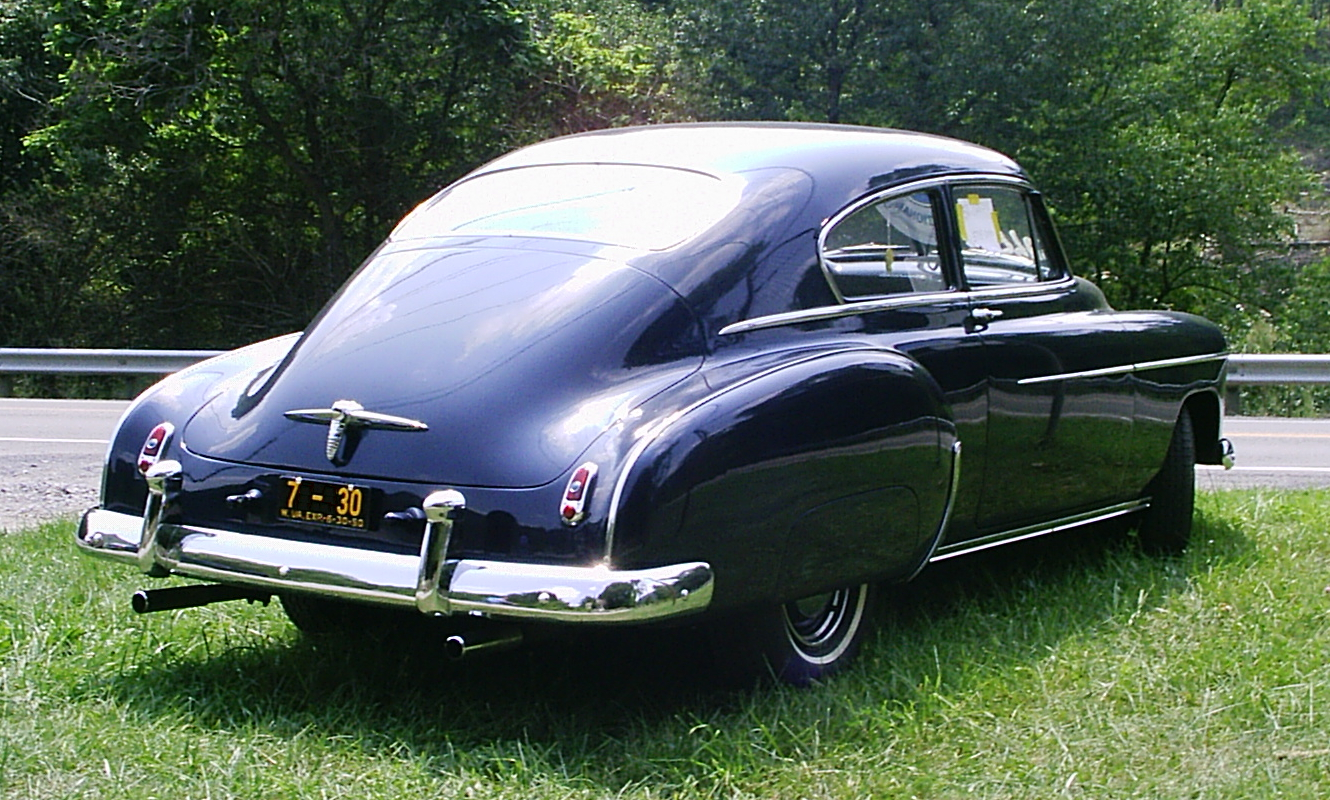
1950 Chevrolet Deluxe 2100HK Fleetline
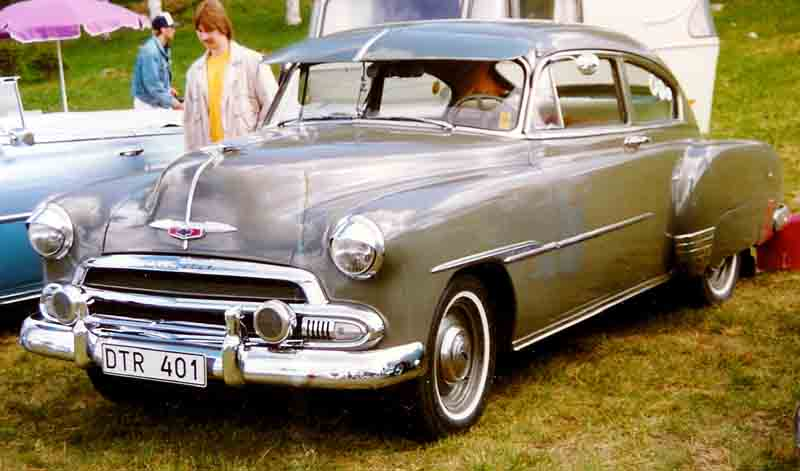
1951 Chevrolet Deluxe 2100JK Fleetline
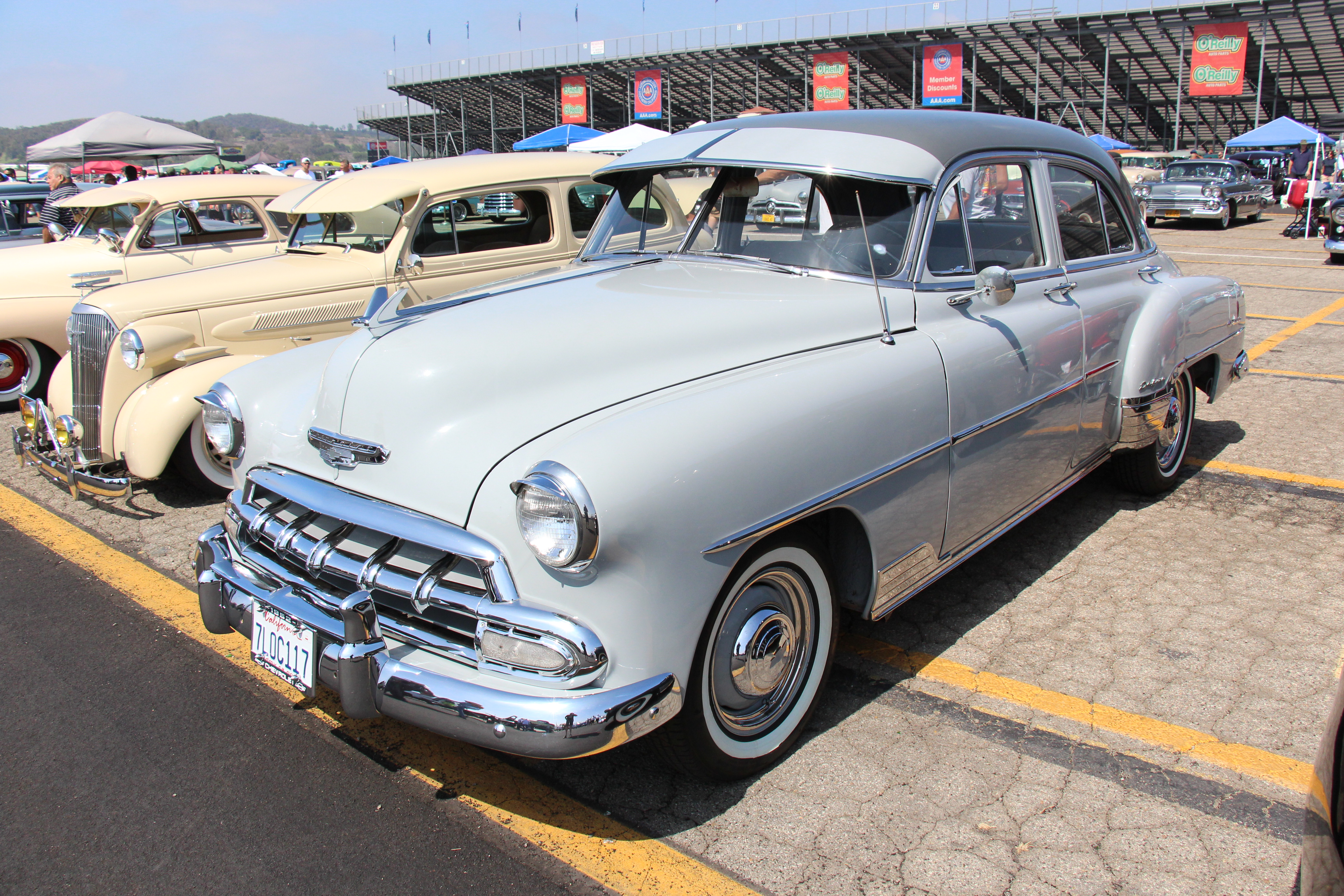
1952 Chevrolet 2100KK Deluxe Styleline Limousine

### Deluxe 210 Serie 2100B  (1953–1954)

#### 1953 – 2100B
Der neue Deluxe 210 der Serie 2100B löste die Deluxe-Serie ab. Der neue Name bezog sich auf die im Sprachgebrauch verwendete verkürzte Seriennummer 2-10 aus dem dann das ausgeschriebene Two-Ten wurde. Die Karosserie erhielt umfangreiche Änderungen. Die Windschutzscheibe war nun gebogen und einteilig. Die Zahl der Chromzähne in der Kühlermaske wurde auf drei reduziert, dafür wurden die kombinierte Positions- und Blinkerleuchten integriert. Am Heck zeigten sich leichte Heckflossen. Die Fließheckmodelle waren weggefallen, das Cabriolet folgte zur Modelljahresmitte. Den 5-türigen Kombi gab es nun auch mit sechs – als Handyman – sowie acht Sitzplätzen – als Townsman. Parallel zum Sport Coupé wurde ein Club Coupé genanntes Modell mit B-Säulen angeboten. Der Bel Air bildete nun eine eigene Serie.
Die Wagen erhielten größere Trommelbremsen. Darüber hinaus war als Extra eine Servolenkung für 178 USD verfügbar. Statt des bisher verwendeten Startknopfes gab es ein Zündschloss.
Der bisher bei der Ausstattung mit PowerGlide-Automatik verwendete Motor mit 3859 cm3 Hubraum leistete nun 108 SAE-PS (ca. 66 kW) bei 3600 min−1, wenn er mit dem Handschaltgetriebe kombiniert war, welches auch mit Schongang verfügbar war. Mit der neuen Zweistufenautomatik Powerglide waren es 115 SAE-PS (ca. 85 kW). Erstere Variante hatte eine Verdichtung von 7,7 : 1, mit PowerGlide waren es 7,5 : 1.

#### 1954 – 2100B
Im folgenden Modelljahr wurden die Leuchten wieder aus der Kühlermaske entfernt. Die Stoßstangen reichten weiter um die Kotflügelseiten. Neue Extraausstattungen waren elektrische Fensterheber und eine elektrische Sitzverstellung. Weggefallen war das Cabriolet und der achtsitzige Townsman-Kombi. Die beiden Coupé-Modelle (Sport und Club) wurden zum sechssitzigen Del Ray-Coupé zusammengefasst. Somit waren im Modelljahr 1954 nur noch vier Modellvarianten verfügbar und nicht mehr sieben wie noch 1953.
Die Leistung des Basismotors (nur mit Schaltgetriebe) stieg auf 115 SAE-PS (ca. 85 kW) bei 3700 min−1, die des PowerGlide-Motors auf 125 SAE-PS (ca. 92 kW) bei 4000 min−1.

In zwei Jahren wurde der Deluxe 210 genau 1.173.043 mal gebaut.

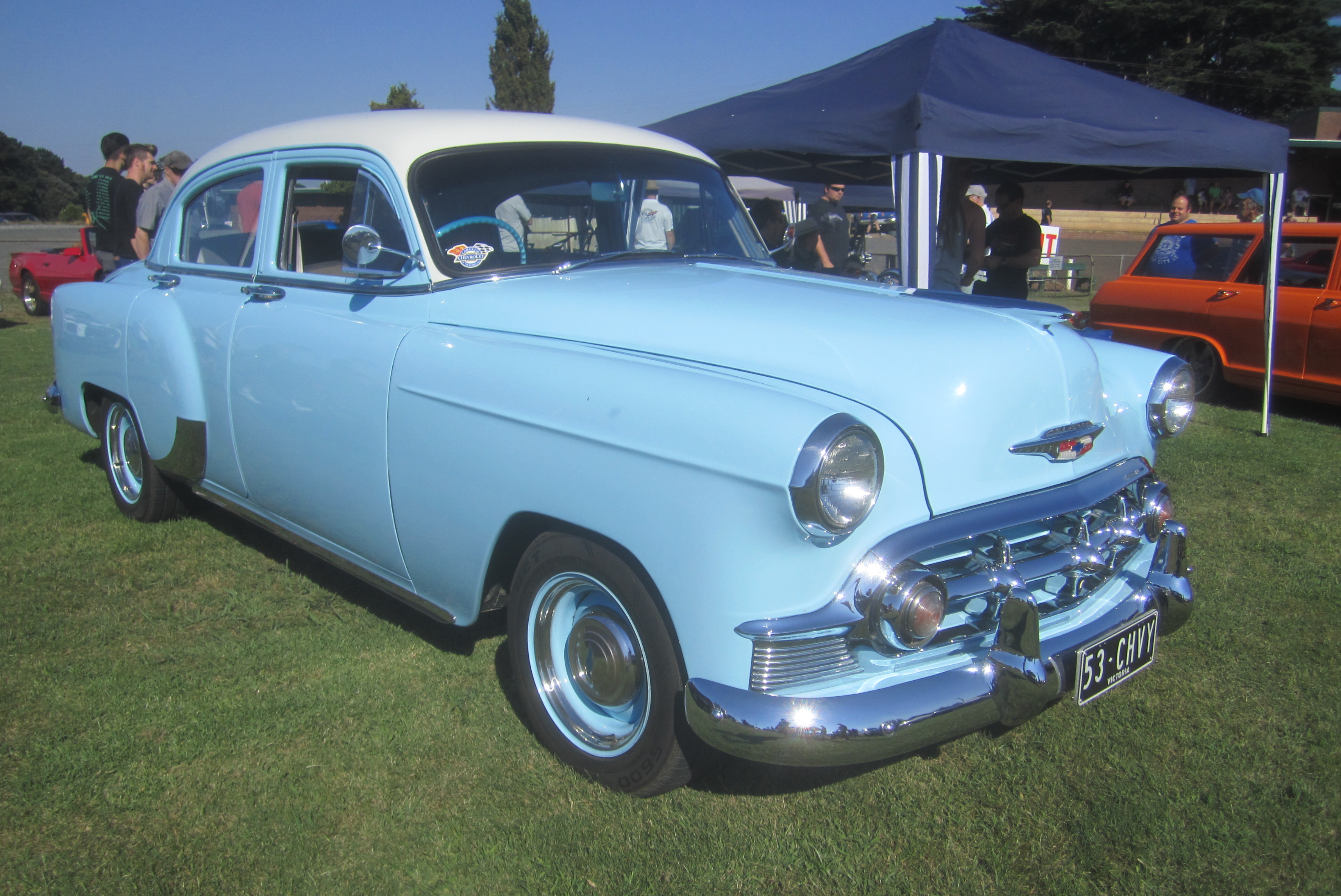
1953 Chevrolet 210 Limousine
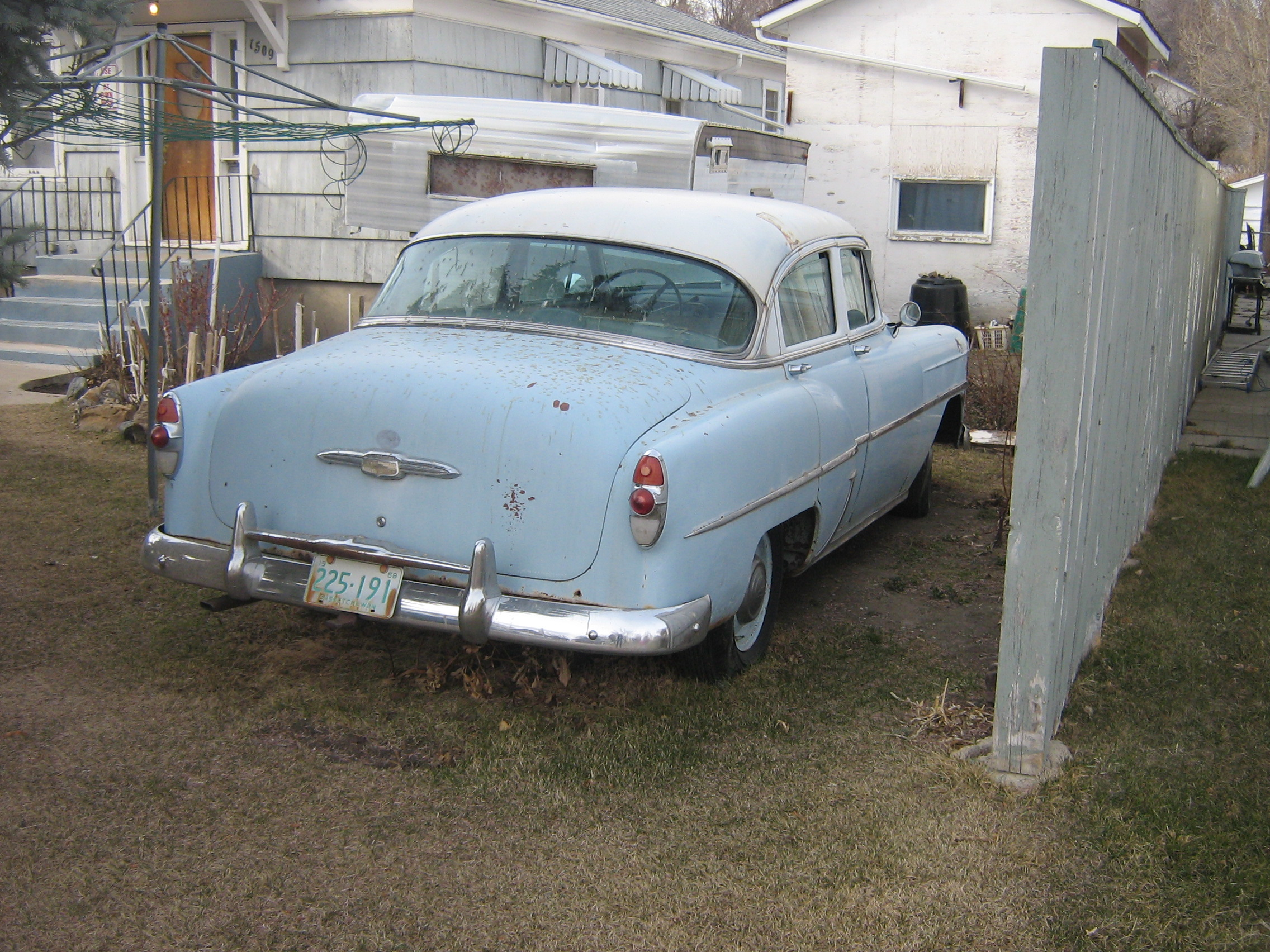
1953 Chevrolet 210 Limousine
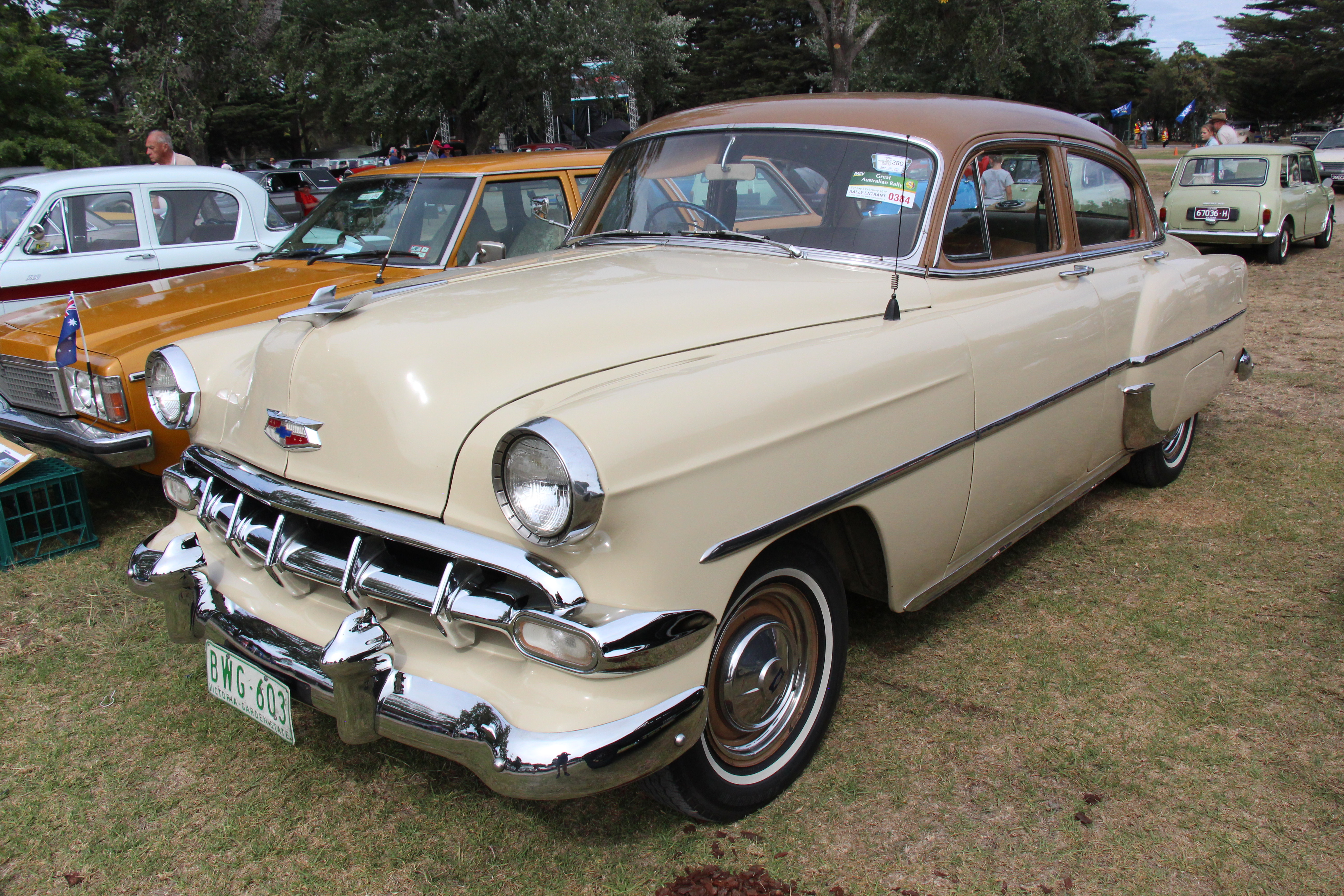
1954 Chevrolet 210 Limousine

### Two-Ten Serien 2100B und 2100 (1955–1957)

#### 1955 – 2100B
Als komplett neu konstruiertes Modell löste der Two-Ten Serie 2100B den Chevrolet Deluxe 210 ab. Die Pontonkarosserie war einem neuen Stil mit vier integrierten Kotflügeln und flachen Heckflossen gewichen. Die Scheinwerfer saßen auf Höhe der Motorhaube. Der Frontgrill hatte eine neue gitterartige Struktur, womit die großen Chromzähne endgültig entfielen. Die Stoßstangen wurden komplett umgeformt. Die Panorama-Windschutzscheibe reichte um die Seiten herum. Erstmals fanden auch schlauchlose Reifen Verwendung. Der Two-Ten wurde zu Chevrolets Mittelpreismodell, oberhalb des One-Fifty und unterhalb des Bel Air. Die Modelle erhielten eine verbesserte Einzelradaufhängung an der Vorderachse, die hintere Starrachse war mit vier, fünf oder sechs Blattfedern geführt. Die Bordspannung betrug 12 Volt.
Es gab wieder sechs Karosserievarianten. Die Limousine mit zwei und vier Türen, das Sport Coupé als Hardtop sowie das Club Coupé. Auch wieder zwei Kombimodelle mit zwei und vier Türen waren verfügbar. Alle hatten sechs Sitzplätze. Die Preise begannen bei 1635 USD und endeten, ohne Zusatzausstattung, bei 2226 USD. Das Del Ray Coupé verschwand wieder.
Der 3,9 Liter-Motor mit Schaltgetriebe leistete 123 SAE-PS (ca. 90 kW) bei 3800 min−1 und mit PowerGilde 136 SAE-PS bei 4200 min−1. Neu war die Verfügbarkeit des oben gesteuerten V8-Motors „Turbo-Fire“ mit 4343 cm3 (265 in3) Hubraum und einer Leistung von 162 SAE-PS (ca. 119 kW) bei 4400 min−1. Wurde das „Power-Pack“ zusätzlich bestellt, so leistete der Motor 180 SAE-PS bei 4600 min−1. Während der Serienmotor mit einem Doppelvergaser bestückt war, hatte die leistungsstärkere Version einen Doppel-Registervergaser. Es handelte sich beim V8 um den von Edward Nicholas Cole bereits 1954 entwickelten Small-Block Chevrolet mit einer Bohrung von 94,49 mm (3,75″) und einem Hub von 76,2 mm (3″). Die V8-Fahrzeuge waren genau 99 USD teurer als das vergleichbare Sechszylinder-Modell.
Allein 1955 wurden über 870.000 Two-Ten hergestellt.

#### 1956 – 2100B
1956 kam ein kleines Facelift, das den Wagen Schuten über den Scheinwerfern verschaffte. Im Frontgrill saßen die Blink-Standleuchten-Kombination, welcher sich nun über die gesamte Fahrzeugbreite zog. Der Tankeinfüllstutzen saß hinter dem linken Rücklicht, welches zum Tanken geklappt werden konnte.
Den fünftürigen Kombi gab es auf Wunsch nun auch mit neun Sitzplätzen. Das bisherige Sport-Coupé wurde nicht mehr angeboten. Als neue Modelle wurden ein zweitüriges Hardtop-Coupé und eine viertürige Hardtop-Limousine eingeführt, die ab nun die Bezeichnung Sport Coupe (ohne Apostroph) respektive Sport Sedan erhielten.
Der Basis-Sechszylindermotor legte auf 140 SAE-PS (ca. 103 kW) bei einer Verdichtung von 8,0 : 1 zu, der V8 mit Automatik auf 170 SAE-PS (ca. 125 kW), während es bei der manuellen Schaltung bei 162 SAE-PS blieb. Dem Käufer standen auch zwei leistungsstärkere V8 mit 205 SAE-PS bei 4600 min−1 sowie 225 SAE-PS bei 5200 min−1 zur Wahl. Die 225 SAE-PS war mit zwei Vierfach-Vergasern ausgerüstet.

#### 1957 – 2100
Im letzten Jahr des Two-Ten – Serie 2100 –, wuchsen den Wagen raketenförmige Stoßfängerhörner vorne und noch größere Heckflossen hinten. Der Kühlergrill hatte nun eine flach-ovale Form und es gab mehr Zierleisten. Die Karosserie blieb in ihrer Grundform unverändert. Das Club Coupé hieß wiederum Del Ray. Neu war die Möglichkeit Sicherheitsgurte zu bestellen.
Die Basis-V8-Ausführungen mit dem 4,3 Liter (265 in3) Motor waren nun einheitlich 100 USD teurer als die entsprechenden Sechszylinderwagen. Dennoch gab es für die Kunden eine deutlich erweiterte Auswahl an V8-Motoren. Neu war der aus der Corvette übernommene 4637 cm3 (283 in3) Turbo-Fire mit 185 SAE-PS, 220 SAE-PS oder sogar 245 SAE-PS.
Eine besondere Version war der mit einer neuen Rochester-Benzineinspritzung ausgestattete „Ram-Jet Fuel-Injected“-Motor, der bereits 250 SAE-PS bei 5000 min−1 leistete. Er kostete 484 USD mehr als der Basis-Sechszylinder. Eine weitere Steigerung der Leistung brachte der „Super Ram-Jet Fuel-Injected“ genannte Motor der 283 SAE-PS bei 6200 min−1 hervorbrachte und so mit exakt einem PS pro cubic inch (Kubikzoll) Hubraum (umgerechnet 16,4 cm3) bei einer Verdichtung von 10,5 : 1 einen sehr hohen Wert erreichte. Dazwischen rangierte noch ein normaler Vergasermotor mit 270 SAE-PS bei 6000 min−1 und einer hohen Verdichtung von 9,5 : 1. Darüber hinaus konnten Kunden aus vier verschiedenen manuellen und automatischen Getrieben wählen. Neue Automatikversion war, neben dem PowerGlide das neue TurboGlide mit drei Gängen für die V8-Motoren.
In drei Jahren entstanden 2.077.056 Exemplare. Im Folgejahr löste der Chevrolet Biscayne den Two-Ten ab.

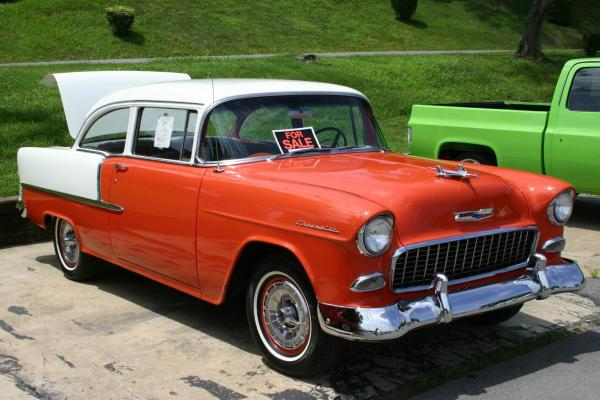
1955 Chevrolet 210 Coupé
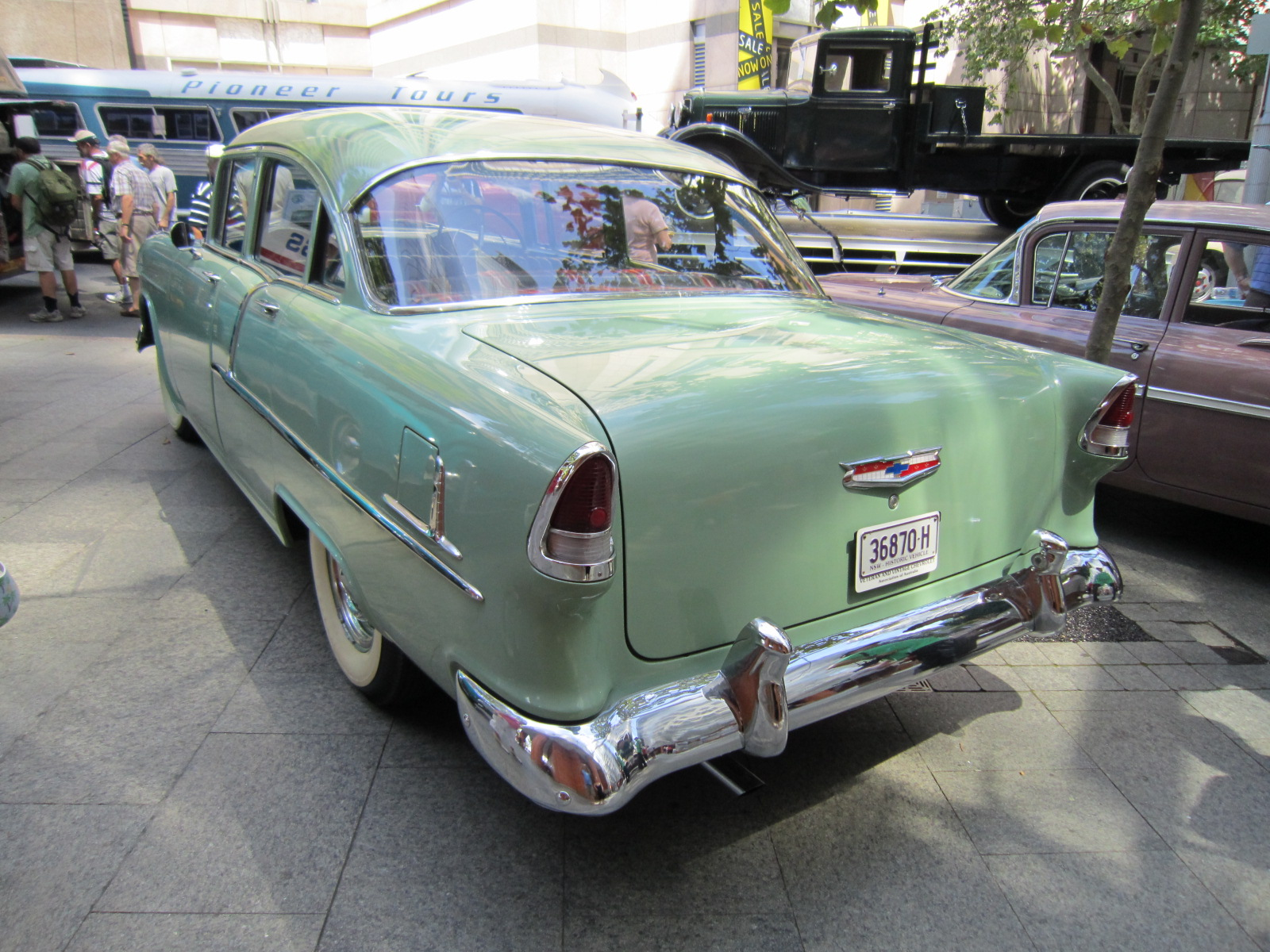
1955 Chevrolet 210 Limousine
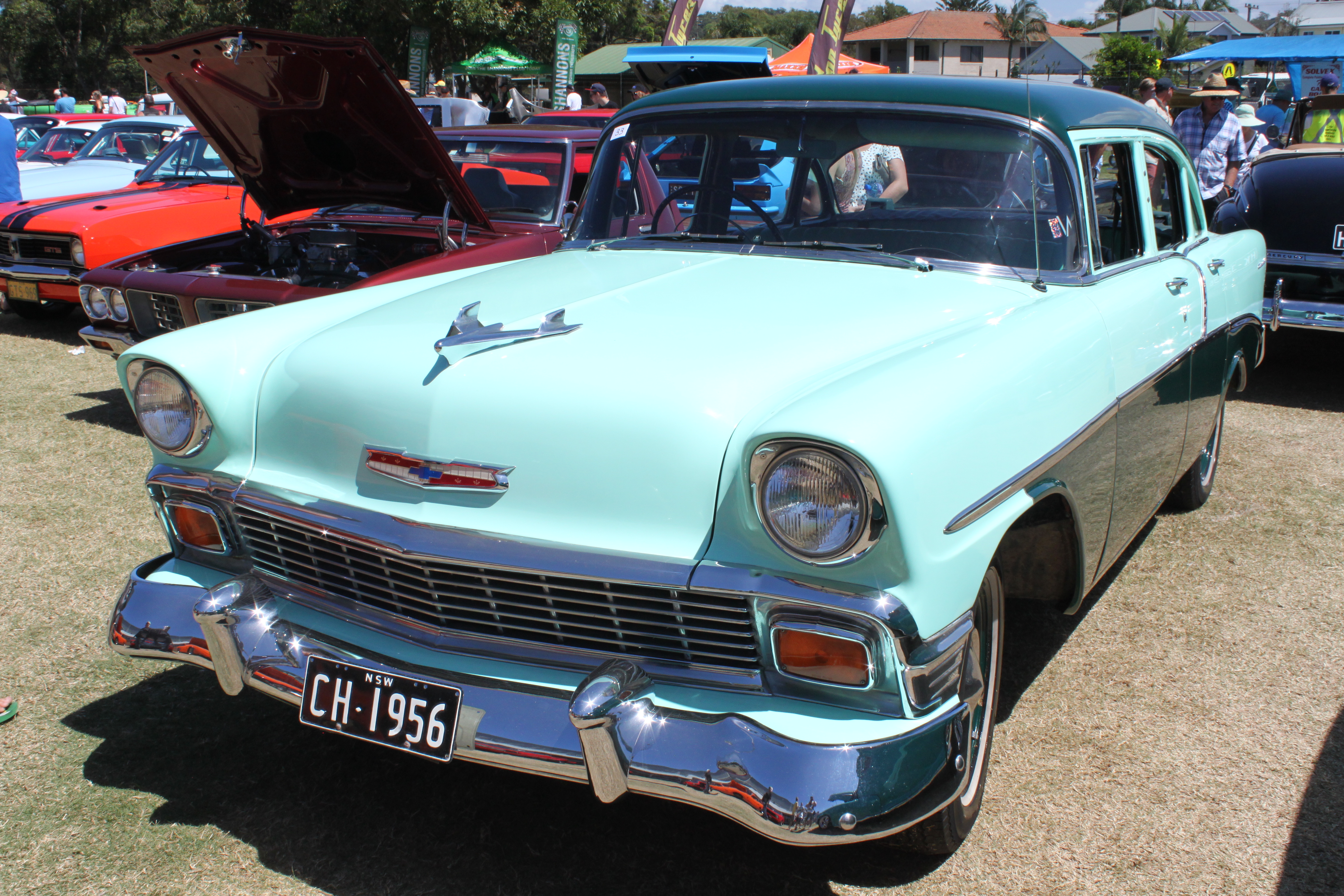
1956 Chevrolet 210 Limousine
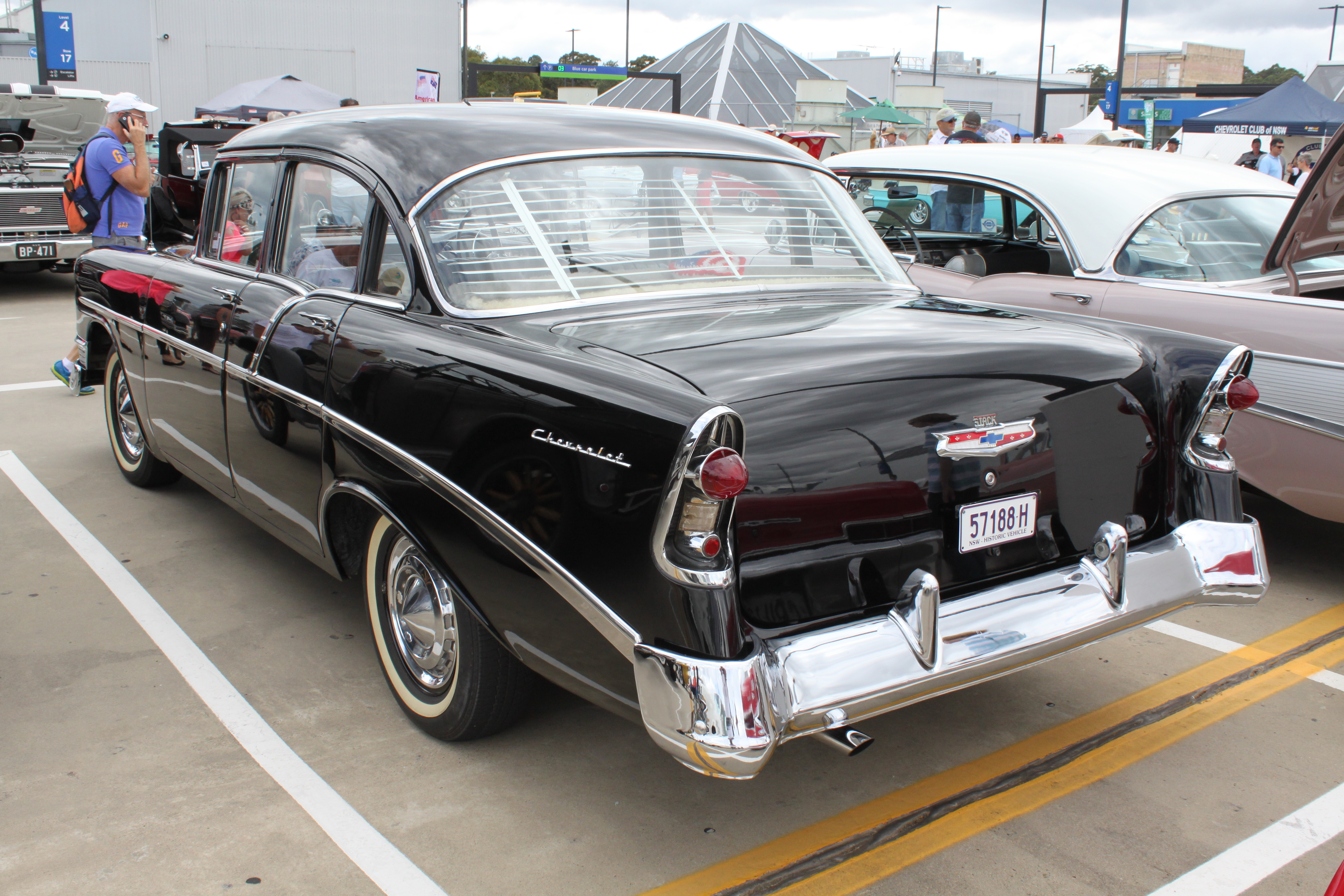
1956 Chevrolet 210 Limousine
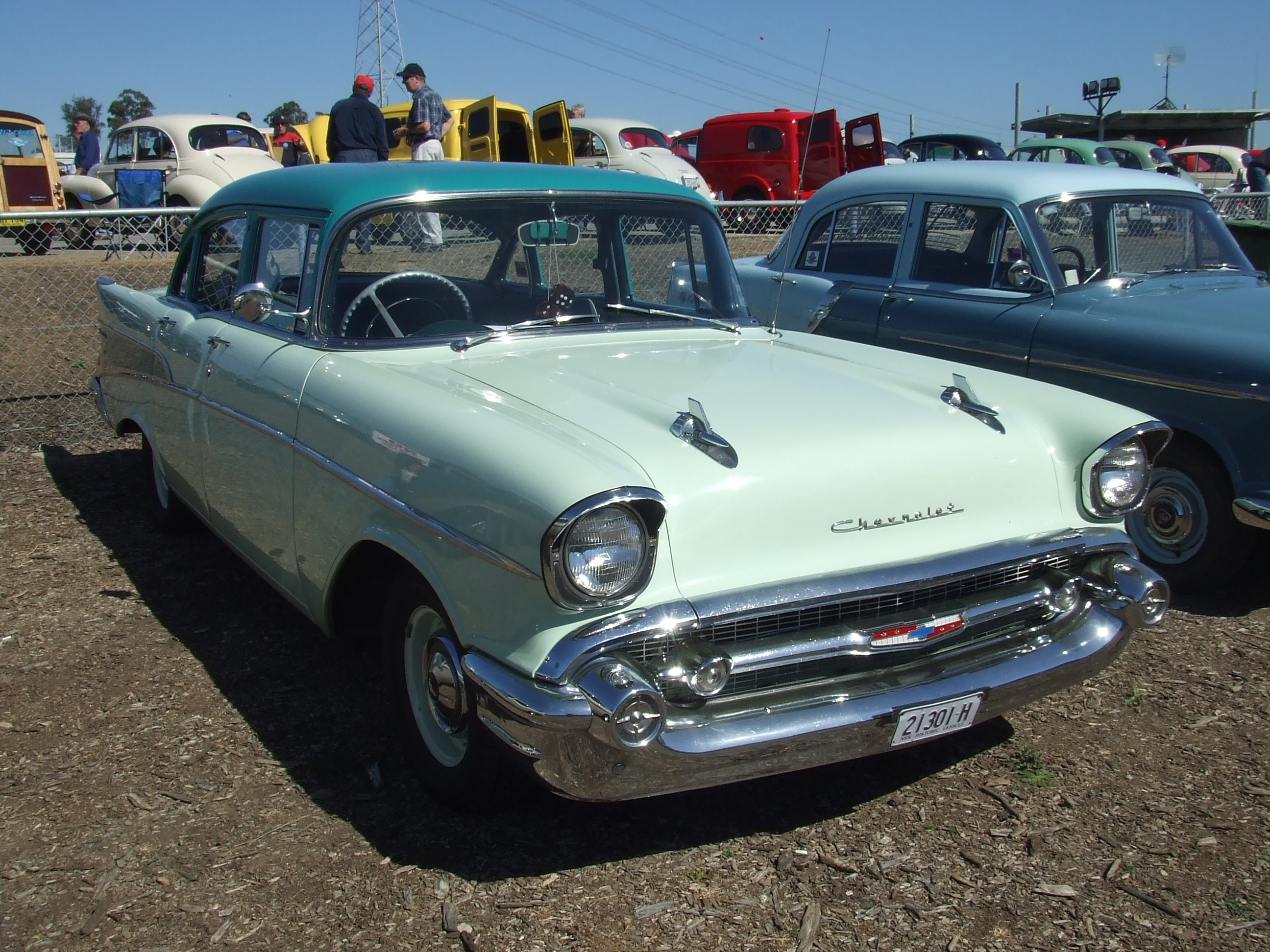
1957 Chevrolet 210 Limousine
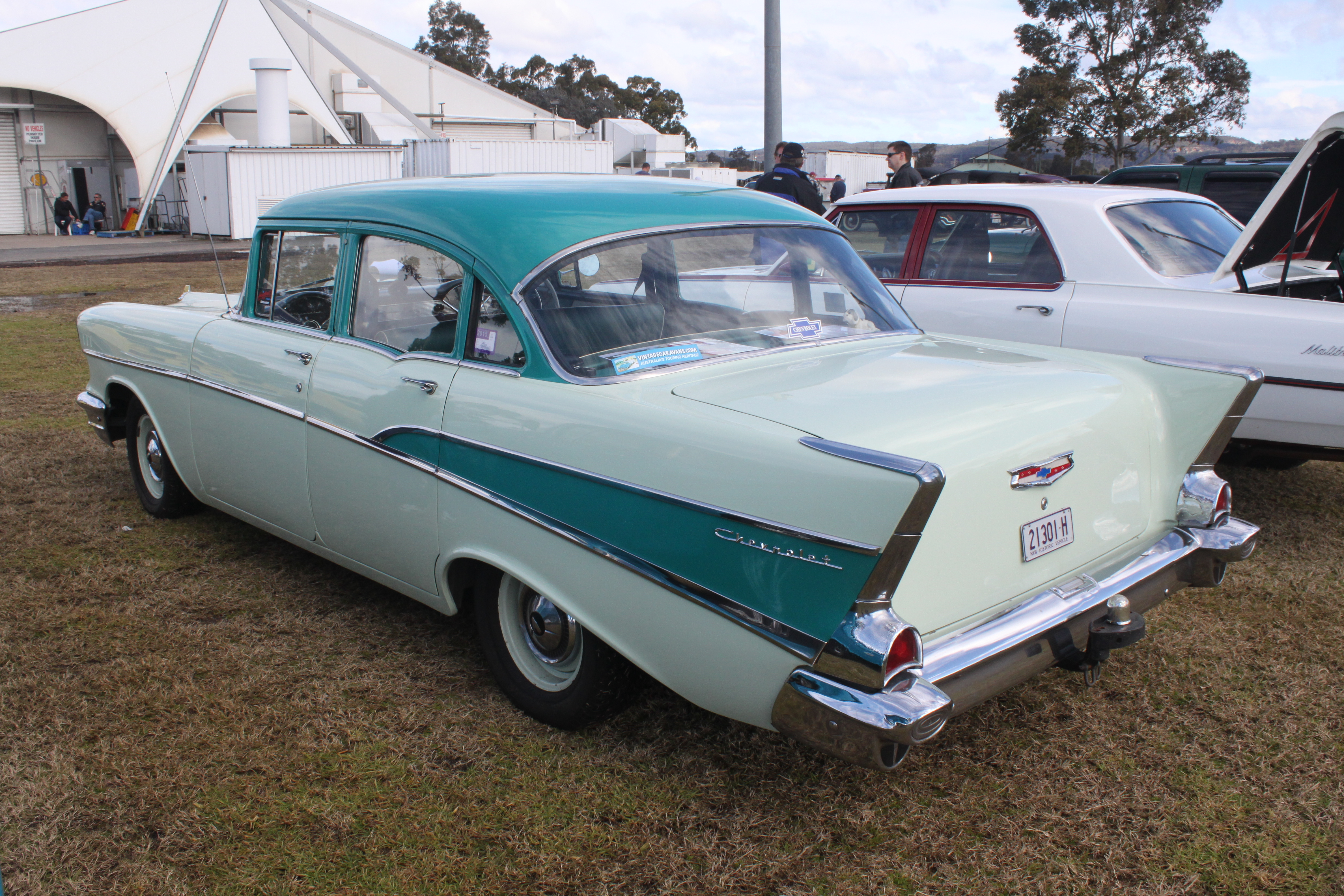
1957 Chevrolet 210 Limousine